# Станцлево
Станцлево (пол. Stanclewo, нім. Sternsee) — село в Польщі, у гміні Біскупець Ольштинського повіту Вармінсько-Мазурського воєводства.
Населення — 430 осіб (2011).

## Демографія
Демографічна структура станом на 31 березня 2011 року:
|          | Загалом | Допрацездатний вік | Працездатний вік | Постпрацездатний вік |
| -------- | ------- | ------------------ | ---------------- | -------------------- |
| Чоловіки | 228     | 49                 | 167              | 12                   |
| Жінки    | 202     | 52                 | 125              | 25                   |
| Разом    | 430     | 101                | 292              | 37                   |